# Coudray, Loiret
Coudray là một xã trong tỉnh Loiret, vùng Centre-Val de Loire bắc trung bộ nước Pháp. Xã này nằm ở khu vực có độ cao từ 94-141 mét trên mực nước biển.